# Strázsa-hegyi Délretárt-lyuk
A Strázsa-hegyi Délretárt-lyuk a Duna–Ipoly Nemzeti Parkban lévő Pilis hegységben, a Nagy-Strázsa-hegyen található egyik barlang.

## Leírás
Esztergom-Kertváros városrészben, a Dorog mellett található Nagy-Strázsa-hegy (Strázsa-hegy) DNy-i oldalán helyezkedik el a barlang. A Strázsa-hegyi-barlangtól K-re kb. 15 m-re, annak talpszintje alatt 4 m-re, füves párkány végén van a Strázsa-hegyi Délretárt-lyuk bejárata. A 7 m hosszú és 1 m mély barlang tágítva lett véséssel, de így is nagyon szűk, emiatt kissé nehéz elérni a végpontot. A triász mészkőben létrejött, szilvamag keresztmetszetű barlang engedély nélkül, barlangjáró alapfelszerelés használatával járható.

## Kutatástörténet
1997. május 29-én Regős József mérte fel a barlangot, majd 1997. június 1-jén a felmérés alapján Kraus Sándor szerkesztette meg a barlang alaprajz térképét és keresztmetszet térképét. A két térképen 1:50 méretarányban van bemutatva a barlang. Az alaprajz térképen látható a keresztmetszet elhelyezkedése a barlangban. 1997. május 29-én Kraus Sándor rajzolt helyszínrajzot, amelyen a Kis-Strázsa-hegy, Középső-Strázsa-hegy és Nagy-Strázsa-hegy barlangjainak földrajzi elhelyezkedése van ábrázolva. A rajzon látható a Délretárt névvel jelölt Strázsa-hegyi Délretárt-lyuk földrajzi elhelyezkedése. Kraus Sándor 1997. évi beszámolójában az olvasható, hogy az 1997 előtt ismeretlen Strázsa-hegyi Délretárt-lyuknak 1997-ben készült el a térképe. A jelentésbe bekerült az 1997-ben rajzolt helyszínrajz.